# Haroldius oharai
Haroldius oharai är en skalbaggsart som beskrevs av Ochi, Kon och Barclay 2009. Haroldius oharai ingår i släktet Haroldius och familjen bladhorningar. Inga underarter finns listade i Catalogue of Life.